# Lago Kawkawa
O Lago Kawkawa é um lago localizado a 2,5 km (1,6 milhas) a leste da comunidade de Hope no município de distrito de Hope, na Colúmbia Britânica, Canadá. 

## Descrição
O Lago Kawkawa tem o mesmo nome do bairro de Hope, localizado nas suas margens.
Este lago tem uma variada fauna piscícola, mas a que mais se destaca é o salmão da espécie Oncorhynchus nerka, que pode chegar a até 1,5 kg.
Junto a este lago foi criado o Parque do Lago Kawkawa, que se estende ao longo das margens do lago, sendo dotado de vários locais de lazer, desde locais para banho, praia, uma área de jogo em relvado, bancos de parques e mesas de piquenique, um pequeno cais com barco.
Nas margens do lago existe uma estância turística que, entre várias valências, faz o acompanhamento das atividades feitas na margem do lago. As atividades relacionadas com barcos são bem-vindas. Os desportos aquáticos incluem: esqui, wakeboard, jet ski, tubulação e buggy de duna de areia.
Neste lago encontra-se a Reserva Indígena n.º 16 do Lago Kawkawa, que está localizada na costa sudeste, sendo uma das reservas sob a administração de Hope, na área Nação Bar First Union.

## Origem do nome do lago
O nome do lago deriva do termo "Halq'eméylem" palavra indígena "Q'áwq'ewem", que significa "casa de mergulhões" depois de dois mergulhões que viviam aqui: "q'ewq'weelacha" e "q'ewq'ewelot". 
Há também uma história sobre um jovem que saltou dos penhascos de rocha no lado norte do lago, e mergulhou todo o caminho até o fundo e caiu numa gruta. A luz fraca dessa gruta foi vista mais tarde, nas profundezas da água, por uma mulher que passava. 